# Los Lobos
Los Lobos is een Amerikaanse tex-mex-rockgroep afkomstig uit het oosten van Los Angeles. De groep zingt zowel in het Engels als in het Spaans. Verder combineren ze stijlen als country, rock-'n-roll, blues, bolero en mariachi met elkaar. Hun muziekstijl wordt ook wel chicanorock genoemd. Dit is een verwijzing naar de chicano's, de naam voor kinderen die in Los Angeles geboren zijn uit een gezin met Mexicaanse ouders.
De naam van de band is Spaans voor "de wolven". Aanvankelijk noemden ze zichzelf Los Lobos del Este ("de wolven van het oosten"), wat al snel werd verkort.

## Geschiedenis
Los Lobos is actief sinds 1973. De vrienden Louie Perez jr. en David Hidalgo en medestudenten Cesar Rosas, Conrad Lozano en Frank Gonzales begonnen in eerste instantie als coverband en speelden op bruiloften en partijen. Zij kregen gaandeweg genoeg van de cover-muziek en begonnen te experimenteren met specifieke genres als son jarocho, een folkachtige muziekstijl (oorspronkelijk uit Veracruz) die een Mexicaanse variant is op de son en ranchera.. In 1978 verscheen in die stijlen een album onder de titel Just Another Band From East L.A., als bandnaam stond op het debuutalbum Los Lobos Del Este De Los Angeles. Het album had een beperkte oplaag van 1000 exemplaren. In eigen beheer verschenen in 1981 twee singles, 'Under the Boardwalk'/'Volver, Volver' en 'Farmer John' - 'Anselma'.
Begin jaren tachtig kwam Los Lobos in contact met country-artiest Dwight Yoakam en met de punkband The Blasters. Phil Alvin, een lid van de laatstgenoemde band, introduceerde hen via een cassettebandje van Just Another Band From East L.A. bij de platenmaatschappijen. 

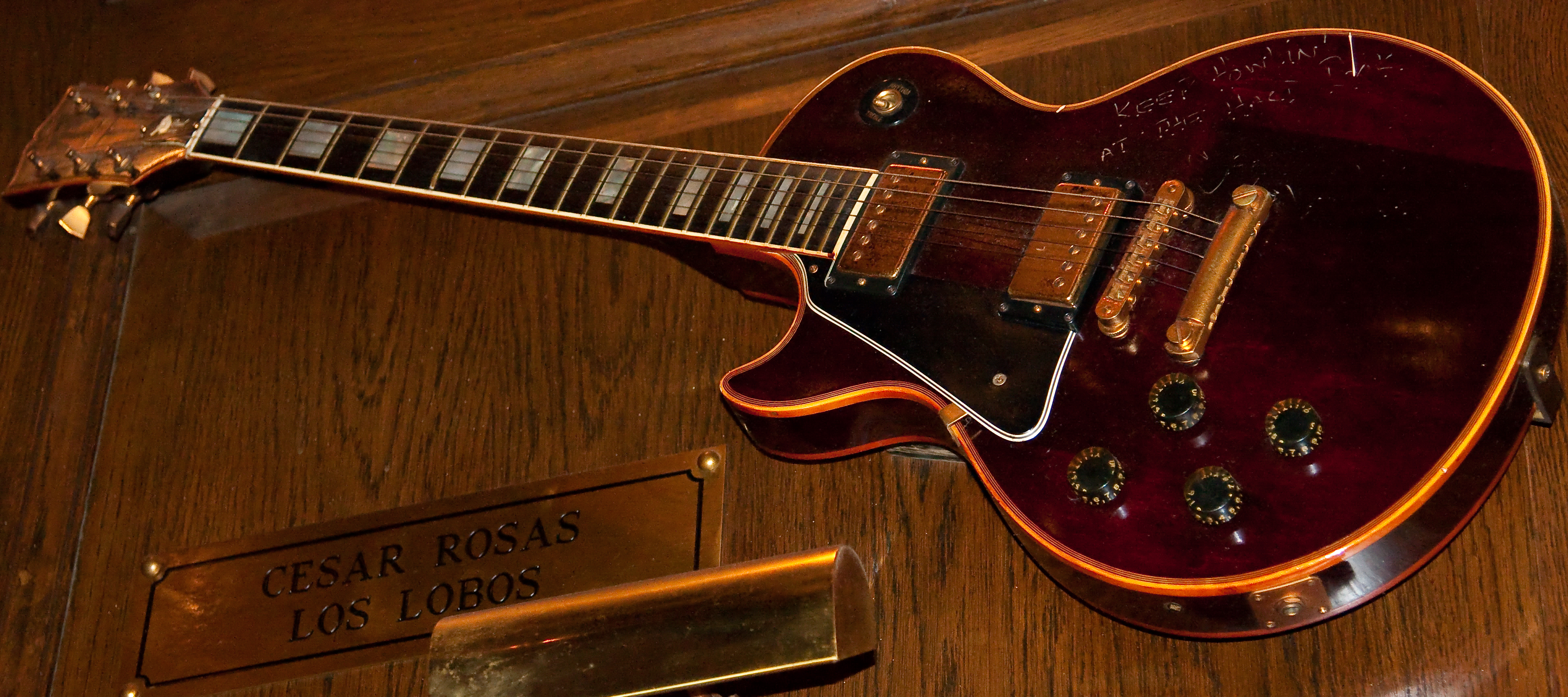
Gibson Les Paul-gitaar van de band

In 1983 verscheen het eerste eigen Los Lobos-album  ... And A Time To Dance officieel op het indielabel Slash. Steve Berlin, die de plaat produceerde, stapte toen over van The Blasters naar Los Lobos. Slash Records had echter nog weinig vertrouwen in de band en nam slechts 7 nummers op, meestal eigen composities en een Ritchie Valens-cover. 7 maanden na de release won de groep een Grammy Award met 'Anselma' voor Best Mexican-American Performance. In 1984 verscheen bij Warner Music Group een volwaardig album, How Will The Wolf Survive?. Dit album was geproduceerd door Berlin en T Bone Burnett, en bevatte voornamelijk composities van Hidalgo en Perez. De titelsong was een bescheiden succes; in Nederland stond dit nummer gedurende één week in de singles-top. Het tijdschrift Rolling Stone plaatste het album op nummer 30 van de 100 belangrijkste albums van de jaren 1980. In 1987 brachten ze een tweede album uit, By the Light of the Moon.
Ritchie Valens had, net als de bandleden van Los Lobos, Mexicaanse roots. Over zijn korte leven (hij overleed op 17-jarige leeftijd) werd een film gemaakt: La Bamba. Voor die film nam Los Lobos in 1984 enkele Ritchie Valens-covers op voor de soundtrack van de film , inclusief het titelnummer, dat wereldwijd een hit werd. 'La Bamba' werd een nummer één nummer 1-hit in de Verenigde Staten, in Nederland bereikte het de 2e plaats. Andere covers als 'Come On Let's Go' en 'Donna' bereikten eveneens de hitlijsten.
In 1988 volgde het album La pistola y el corazón, met originele en traditionele Mexicaanse liedjes. Dit album was geen commercieel succes, maar het leverde Los Lobos in 1990 wel een Grammy Award op voor Best Mexican-American Album in 1990. Eind jaren tachtig en begin jaren negentig stonden in het teken van uitgebreide tours over de hele wereld.
In 1988 stonden ze op de affiche van het in België gehouden Rock Werchter-festival. Ook zijn ze twee keer te gast geweest in het OLT te Deurne (Antwerpen).
In 1990 kwam hun vijfde album The Neighborhood uit, waaraan ook Levon Helm en John Hiatt meewerkten.
In 1991 werd met het nummer 'Bertha' meegewerkt aan het Grateful Dead-tribute-album Deadicated. In 1992 werd Kiko uitgebracht, dat zware Latin-rock bevatte en wordt beschouwd als een van de beste albums van de band. In de jaren negentig werkten Los Lobos mee aan verschillende soundtracks en tribute-albums voor Richard Thompson en Buddy Holly. David Hidalgo en Louie Perez brachten nummers uit onder de Latin Playboys en Hounddog. In 1995 nam Los Lobos samen met Lalo Guerrero het kinderconceptalbum Papa's Dream op.
In 1995 schreef Los Lobos de muziek voor Robert Rodriguez' film Desperado. Deze film bevat zodoende veel gitaarwerk, en het openingsnummer 'Cancion Del Mariachi (Morena De Mi Corazon)' wordt gezongen door Antonio Banderas. Voor een van de nummers, de instrumental 'Mariachi Suite', won de groep een Grammy voor de Best Pop Instrumental Performance.
In 1996 kwam het album Colossal Head uit. Ondanks het feit dat ook dit album lovend werd ontvangen, besloot Warner te stoppen met de band op hun label, waarna Los Lobos overstapte naar Mammoth Records.
In de hiernavolgende jaren was de band minder actief. Rosas bracht een solo-album uit en Hidalgo en Perez hadden zij-projecten.
In 2002 kwam op Mammoth Records het album Good Morning Aztlan uit, gevolgd door het album The Ride in 2004. The Ride bevatte Los Lobos-composities met medewerking van gastmusici als Tom Waits, Elvis Costello, Garth Hudson en Richard Thompson.
In 2011 werkte Los Lobos mee aan Manne Van Staal, een album van de Nederlands-Limburgse band Rowwen Hèze die zich voor haar eigen muziek sterk had laten inspireren door Los Lobos.
Op 30 juli 2021 bracht Los Lobos hun 18e album, Native Sons, uit op New West Records. Dit album was een hommage aan de diversiteit van de muziek uit Los Angeles en omgeving en bevat naast één eigen nummer 12 covers van o.a. Jackson Browne, The Beach Boys, The Blasters, WAR, Thee Midniters, Willie Bobo en Lalo Guerrero. Het album leverde de band een 4e Grammy op voor Best Americana Album.

## Invloeden
De muziekstijl van Los Lobos vormde een zeer belangrijke bron van inspiratie voor onder meer de muziek van Rowwen Hèze. Het Grammywinnende nummer Anselma werd door Rowwen Hèze in 1989 omgewerkt tot het nummer Bestel Mar, waar Rowwen Hèze op zijn beurt in 1991 in Nederland een grote hit mee scoorde. In 1999 gaven de twee bands een gezamenlijk concert in Paradiso, Amsterdam.
Anselma/Bestel Mar bestaat in een gezamenlijke uitvoering door beide bands uit 2006.

## De tournees
- De verkopen van  ... And A Time To Dance leverde de groep genoeg geld op om een Dodge-busje te kopen, waardoor de band voor het eerst door de Verenigde Staten kon toeren. In de jaren 1980 toerden zij met The Blasters. Ook stonden ze toen in het voorprogramma van The Clash.
- Eind jaren 1980 en begin jaren 1990 toerde de band uitgebreid over de hele wereld. Ze openden voor acts als Bob Dylan, U2 en de Grateful Dead.
- In 2010 deden Cesar Rosas en David Hidalgo mee aan de Experience Hendrix Tour.
- Op 5 juni 2013 verzorgde Los Lobos, als onderdeel van een Europese tournee, het voorprogramma voor Neil Young & Crazy Horse in het Ziggo Dome in Amsterdam.[9] Op 20 juni 2014 gaf Los Lobos een eenmalig concert in Paradiso.
- In de zomer van 2016 toerde de band door Noord-Amerika met de North Mississippi Allstars en de Tedeschi Trucks Band.
- In 2018 en 2019 gaf Los Lobos concerten op de Eurodam, een schip van de  cruisemaatschappij Holland-Amerika Lijn.

## Nominaties en prijzen
Los Lobos won in zijn bestaan tot nu toe vier Grammy's bij 12 nominaties.
In 2015 hoorde Los Lobos bij de genomineerden voor de Rock and Roll Hall of Fame, samen met onder meer Janet Jackson. In 2018 is de band opgenomen in de Hall of Fame van Austin City Limits, een Amerikaans muziekprogramma.

## Discografie

### Albums
- ...And a Time to Dance, 1983
- How Will the Wolf Survive?, 1984
- La Bamba [Original Soundtrack], 1987
- By the Light of the Moon, 1987
- La Pistola y el Corazon, 1988
- The Neighborhood, 1990
- Kiko, 1992
- Music for Papa's Dream, 1995
- Colossal Head, 1996
- This Time, 1999
- Del este de Los Angeles (Just Another Band from East L. A.), 2000
- Good Morning Aztlán, 2002
- The Ride, 2004
- Ride This (The Covers EP), 2004
- Live at the Fillmore, 2005
- Acoustic en vivo, 2005
- The Town and the City, 2006
- Los Lobos goes Disney, 2009
- Tin Can Trust, 2010
- Gates of Gold, 2015
- Llegó Navidad, 2019
- Native Sons, 2021

## Hitnoteringen

### Albums
| Album met eventuele hitnotering(en) in de Nederlandse Album Top 100 | Datum van verschijnen | Datum van binnenkomst | Hoogste positie | Aantal weken | Opmerkingen |
| ------------------------------------------------------------------- | --------------------- | --------------------- | --------------- | ------------ | ----------- |
| By the light of the moon                                            |                       | 14-02-1987            | 32              | 12           |             |
| The neighbourhood                                                   |                       | 29-09-1990            | 59              | 6            |             |
| Kiko                                                                |                       | 20-06-1992            | 41              | 16           |             |
| The town and the city                                               | 2006                  | 26-08-2006            | 89              | 1            |             |
| Tin can trust                                                       | 2010                  | 11-09-2010            | 94              | 1            |             |

### Singles
| Single met eventuele hitnotering(en) in de Nederlandse Top 40 | Datum van verschijnen | Datum van binnenkomst | Hoogste positie | Aantal weken | Opmerkingen |
| ------------------------------------------------------------- | --------------------- | --------------------- | --------------- | ------------ | ----------- |
| Will the wolf survive                                         |                       | 30-03-1985            | tip             |              |             |
| La bamba                                                      |                       | 08-08-1987            | 2               | 11           |             |
| Come on let's go                                              |                       | 31-10-1987            | 26              | 4            |             |

| Single met hitnotering(en) in de Vlaamse Ultratop 50 | Datum van verschijnen | Datum van binnenkomst | Hoogste positie | Aantal weken | Opmerkingen      |
| ---------------------------------------------------- | --------------------- | --------------------- | --------------- | ------------ | ---------------- |
| La bamba                                             |                       | 22-08-1987            | 2               | 10           | in de BRT Top 50 |
| Come on let's go                                     |                       | 31-10-1987            | 13              | 6            | In de BRT Top 50 |
| Donna                                                |                       | 02-01-1987            | 21              | 3            | In de BRT Top 50 |

### NPO Radio 2 Top 2000
| Nummer met noteringen in de NPO Radio 2 Top 2000 | '00 | '01 | '02  | '03 | '04  | '05  | '06  |
| ------------------------------------------------ | --- | --- | ---- | --- | ---- | ---- | ---- |
| La Bamba                                         | 994 | -   | 1267 | -   | 1815 | 1954 | 1958 |

1. ↑  Een '-' betekent dat het nummer niet was genoteerd en een vetgedrukt getal geeft de hoogste notering aan.
2. ↑  2000 was het eerste jaar met een notering voor dit nummer.
3. ↑  Deze tabel is bijgewerkt tot en met de laatste editie (2024).